# Fernand Lévecque
Ernest Fernand Lévecque, né le 2 septembre 1852 à Beaurieux, mort à Paris 14e le 4 juillet 1947,, est un homme politique et haut fonctionnaire colonial français.

## Biographie

### Carrière politique
Fils d'un marchand de rouennerie, il officie comme avocat au barreau d'Amiens de 1876 à 1897, et siège au conseil municipal de cette ville de 1877 à 1890. Adjoint au maire de 1879 à 1885, il exerce à deux reprises les fonctions de maire par intérim de la ville, d'octobre 1881 à mai 1882 puis d'avril à mai 1884. Membre du conseil d'arrondissement du canton sud-est d'Amiens de 1881 à 1889, il en devient le président en 1886. Il siège ensuite comme conseiller général du canton sud-est d'Amiens de 1889 à 1901.
Il se présente en 1889 comme candidat républicain aux élections législatives mais est battu par l'amiral Charles de Dompierre d'Hornoy. Il est toutefois élu député au scrutin suivant en 1893 et intervient à l'Assemblée sur les questions de législation pénale. Il ne se représente pas à l'issue de son mandat en 1898.

### Carrière administrative
Fernand Lévecque embrassa ensuite la carrière d'administrateur colonial. Nommé directeur-adjoint des douanes et régies de l'Indochine le 10 février 1900, il est promu Résident supérieur de l'Annam le 20 octobre 1905.
Il sera reconnu par ses pairs comme un diplomate médiocre. Il va lancer une cabale contre le jeune empereur Thanh Thai à coup de calomnies et fausses rumeurs qui entraînera sa destitution en 1907.

Le gouverneur général par intérim Louis Alphonse Bonhoure note dans son rapport n°1919 du 22/07/1908 au ministre des colonies:
Sans méconnaitre les qualités de travail et d'activités de Monsieur Levecque, je dois constater qu'il a manqué trop souvent de tact et de ce sens subtil de la diplomatie indigène, indispensable à notre représentant à Hué

Henri de Montpezat lance une charge plus cinglante:

Oui j'ai dit que l'Indochine menaçait de devenir le dépotoir de la Chambre, oui j'ai dit que les épaves parlementaires - Levecque avait été député- trouveraient ici un refuge doré- oui j'ai dit que pour obtenir ici aux dépens des plus méritants les situations les plus élevées, il suffisait de remplir deux conditions: d'avoir été député et d'avoir perdu la confiance de ses électeurs

Élevé au rang de Gouverneur des colonies le 11 janvier 1909, il prend alors la tête des Établissements français de l'Inde. Il officie ensuite comme gouverneur de la Guyane française de 1911 à 1913 puis de 1914 à 1916. Passé lieutenant gouverneur du Sénégal de 1917 à 1919, il y succède à Raphaël Antonetti et est lui-même remplacé à Dakar par Pierre Didelot. Il devient ensuite gouverneur de la Martinique de 1921 à 1922. Il meurt à Paris 14e le 4 juillet 1947.

## Décorations
- Officier de la Légion d'honneur (6 juin 1919)
  -  Chevalier de la Légion d'honneur (2 janvier 1904)

## Sources
- « Fernand Lévecque », dans le Dictionnaire des parlementaires français (1889-1940), sous la direction de Jean Jolly, PUF, 1960 [détail de l’édition]